# Schloss Capustigall

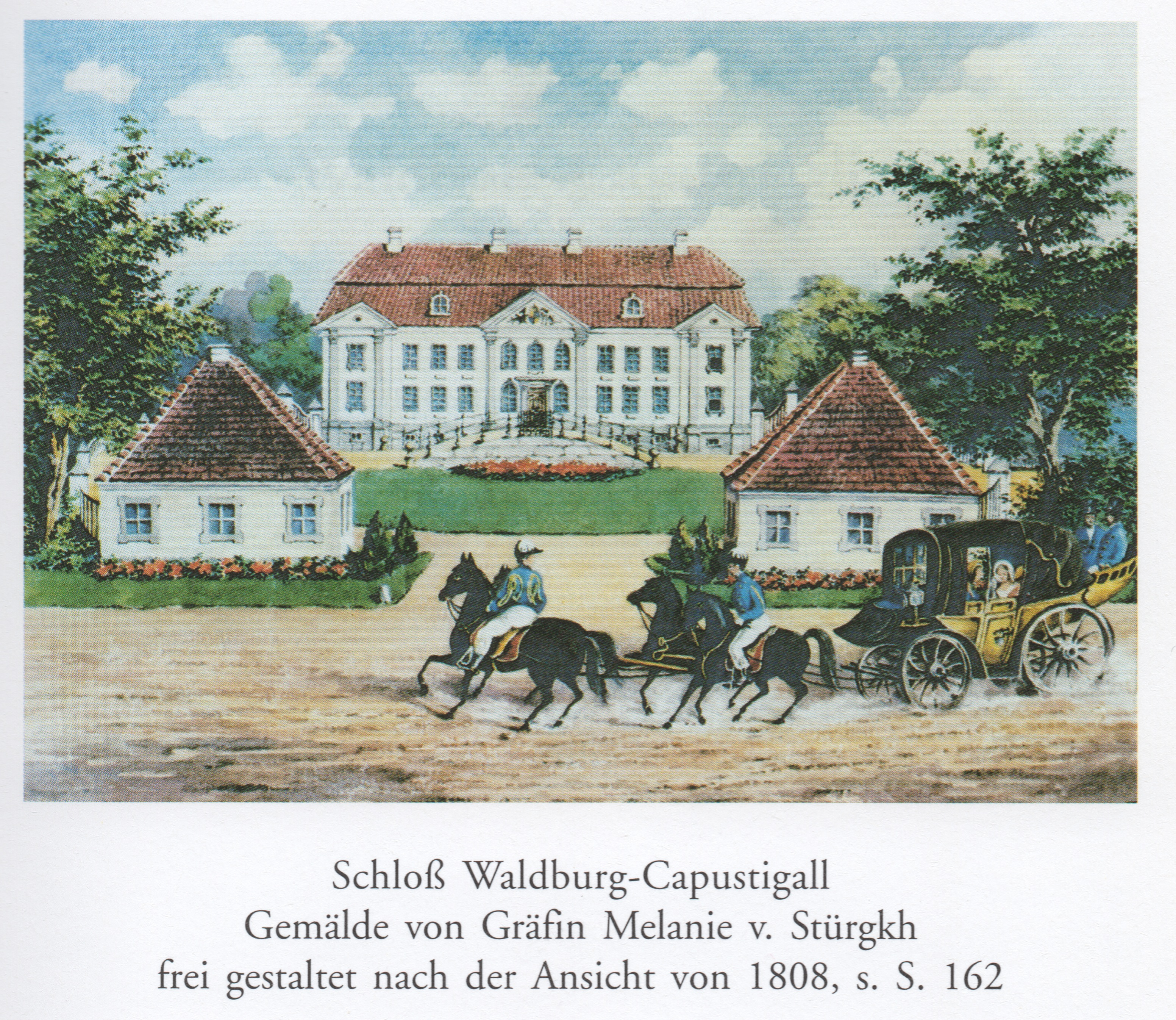
Schloss Capustigall

Das Schloss Capustigall (auch Schloss Waldburg oder Waldburg-Capustigall) war ein Schloss im Ortsteil  Heyde-Waldburg der Stadt Königsberg in Preußen im Pregeltal.

## Geschichte
Das Gut Capustigall war im 16. Jahrhundert zunächst ein Gutshof der Herren von Lehndorff, dann von 1637 bis 1700 der Herrn von Mühlheim, danach der Familie von Kreytzen, ab 1711 der Familie von Chièze. Durch Erbe und Heirat gelangte es an die preußische evangelische Nebenlinie des oberschwäbischen Hauses Waldburg, die sich nach dem Ort Waldburg-Capustigall nannte. Mitte des 18. Jahrhunderts wurden die jungen Grafen von Waldburg-Capustigall von Immanuel Kant als Hauslehrer unterrichtet. Kant lebte aber nie im Ort, sondern kam zu Tagesaufenthalten aus dem nahen Königsberg nach Capustigall. 1835 kam das Gut durch Erbschaft an die Grafen von Dohna-Schlobitten. Ab 1850 wurde der Ort in Erinnerung an die früheren Besitzer meist Waldburg genannt. Im Zweiten Weltkrieg wurde das Gut mit dem barocken Gutshof völlig zerstört.

## Bauwerk
Der erste Bau vom Anfang des 18. Jahrhunderts war ein zweigeschossiger Bau mit Halbkreisfenstern im Mittelrisalit unter gebrochenem Dach. Truchseß von Waldburg ließ diesen Bau 1840 mit Hilfe italienischer Baumeister aufstocken. Der Bau erhielt eine mächtige Doppeltreppe aus Marmor. Die Säulen der Auffahrtsrampe wurden überdacht. Das flache Dach von 1840 wurde 1885 wieder überhöht.